# المدرسة البشيرية (بغداد)
المدرسة البشيرية مدرسة تاريخية يعود تأسيسها إلى العصر العباسي في العراق، وتحديدا عام 1251 م / 653 هـ. كانت تقع في الجانب الغربي من مدينة بغداد، قرب مشهد الشيخ معروف الكرخي. شرعت ببنائها زوجة الخليفة المستعصم المعروفة باسم باب بشير، وجعلتها على المذاهب الفقهية الأربعة على قاعدة المدرسة المستنصرية. ويمكن تصنيف المدرسة كواحدة من جامعات بغداد التاريخية الأربعة ( الجامعات الأخرى هي المستنصرية، العصمتية، والمسعودية)، إلا أنها لم تعد موجودة اليوم.